# Лацина, Владек
Владек Лацина (чеш. Vladek Lacina; род. 25 июня 1949[…], Прага) — чехословацкий гребец, выступавший за сборную Чехословакии по академической гребле в 1971—1984 годах. Бронзовый призёр летних Олимпийских игр в Монреале, обладатель бронзовой медали регаты «Дружба-84», многократный победитель и призёр первенств национального значения.

## Биография
Владек Лацина родился 25 июня 1949 года в Праге.
Впервые заявил о себе в академической гребле на международном уровне в сезоне 1971 года, когда вошёл в состав чехословацкой национальной сборной и выступил на чемпионате Европы в Копенгагене — в зачёте парных двоек сумел квалифицироваться лишь в утешительный финал В и расположился в итоговом протоколе соревнований на седьмой строке.
Благодаря череде удачных выступлений удостоился права защищать честь страны на летних Олимпийских играх 1972 года в Мюнхене — вместе с напарником Йозефом Стракой финишировал в программе парных двоек шестым.
После мюнхенской Олимпиады Лацина остался действующим спортсменом и продолжил принимать участие в крупнейших международных регатах. Так, в 1975 году в той же дисциплине он стал четвёртым на чемпионате мира в Ноттингеме.
Находясь в числе лидеров чехословацкой гребной команды, благополучно прошёл отбор на Олимпийские игры 1976 года в Монреале — на сей раз в составе четырёхместного экипажа, куда также вошли гребцы Ярослав Геллебранд, Зденек Пецка и Вацлав Вохоска, с первого места преодолел предварительный квалификационный этап, а в решающем финальном заезде финишировал третьим позади экипажей из Восточной Германии и Советского Союза — тем самым завоевал бронзовую олимпийскую медаль.
В 1977 году был шестым в двойках на чемпионате мира в Амстердаме.
В 1978 году показал четвёртый результат в четвёрках на чемпионате мира в Карапиро.
На чемпионате мира 1979 года в Бледе в одиночках отобрался в финал В и занял итоговое седьмое место.
В 1980 году стартовал в одиночках на Олимпийских играх в Москве — в финале некоторое время шёл вторым позади главного фаворита финна Пертти Карппинена, но на финише пропустил вперёд советского гребца Василия Якушу и представителя ГДР Петера Керстена, став таким образом четвёртым.
В 1981 году в одиночках показал седьмой результат на чемпионате мира в Мюнхене.
В 1983 году в одиночках финишировал пятым на чемпионате мира в Дуйсбурге.
Рассматривался в качестве кандидата на участие в Олимпийских играх 1984 года в Лос-Анджелесе, но Чехословакия вместе с несколькими другими странами восточного блока бойкотировала эти соревнования по политическим причинам. Вместо этого Лацина выступил на альтернативной регате «Дружба-84» в Москве, где выиграл бронзовую медаль в одиночках, уступив Василию Якуше и немцу Хайке Хаберману.